# 15566 Elizabethbaker
15566 Elizabethbaker (2000 GD50) là một tiểu hành tinh vành đai chính được phát hiện ngày 5 tháng 4 năm 2000 bởi Nhóm nghiên cứu tiểu hành tinh gần Trái Đất phòng thí nghiệm Lincoln ở Socorro.